# Geissois imthurnii
Geissois imthurnii là một loài thực vật thuộc họ Cunoniaceae. Đây là loài đặc hữu của Fiji.